# Drew Ginn
Drew Cameron Ginn (Leongatha, 20 de noviembre de 1974) es un deportista australiano que compitió en remo. Es tres veces campeón olímpico y cinco veces campeón mundial.
Participó en cuatro Juegos Olímpicos de Verano, obteniendo en total cuatro medallas, oro en Atlanta 1996 (cuatro sin timonel), oro en Atenas 2004 (dos sin timonel), oro en Pekín 2008 (dos sin timonel) y plata en Londres 2012 (cuatro sin timonel).
Ganó ocho medallas en el Campeonato Mundial de Remo entre los años 1997 y 2011.
En 1997 fue condecorado con la Medalla de la Orden de Australia (OAM) y en 2000 con la Medalla Deportiva Australiana. En 2014 recibió la Medalla Thomas Keller de la FISA. En 2018 fue incluido en el Salón de la Fama del Deporte Australiano.

## Palmarés internacional
| Juegos Olímpicos   | Juegos Olímpicos         | Juegos Olímpicos  | Juegos Olímpicos   |
| Año                | Lugar                    | Medalla           | Prueba             |
| ------------------ | ------------------------ | ----------------- | ------------------ |
| 1996               | Atlanta (Estados Unidos) | Medalla de oro    | Cuatro sin timonel |
| 2004               | Atenas (Grecia)          | Medalla de oro    | Dos sin timonel    |
| 2008               | Pekín (China)            | Medalla de oro    | Dos sin timonel    |
| 2012               | Londres (Reino Unido)    | Medalla de plata  | Cuatro sin timonel |
| Campeonato Mundial |                          |                   |                    |
| Año                | Lugar                    | Medalla           | Prueba             |
| 1997               | Aiguebelette (Francia)   | Medalla de bronce | Ocho con timonel   |
| 1998               | Colonia (Alemania)       | Medalla de oro    | Cuatro con timonel |
| 1998               | Colonia (Alemania)       | Medalla de plata  | Dos sin timonel    |
| 1999               | St. Catharines (Canadá)  | Medalla de oro    | Dos sin timonel    |
| 2003               | Milán (Italia)           | Medalla de oro    | Dos sin timonel    |
| 2006               | Eton (Reino Unido)       | Medalla de oro    | Dos sin timonel    |
| 2007               | Múnich (Alemania)        | Medalla de oro    | Dos sin timonel    |
| 2011               | Bled (Eslovenia)         | Medalla de bronce | Cuatro sin timonel |